# Paolo Berlusconi
Paolo Berlusconi (Milano, 6 dicembre 1949) è un imprenditore, editore e dirigente sportivo italiano, fratello di Silvio Berlusconi.

## Biografia
Paolo Berlusconi è nato nel 1949 a Milano, terzo e ultimo figlio di una famiglia della borghesia milanese: è fratello minore di Silvio (1936-2023) e Maria Antonietta (1943-2009). Il padre, Luigi (1908-1989), era impiegato alla Banca Rasini, dove ha lavorato fino a diventarne direttore generale. La madre, Rosa Bossi (1911-2008), era impiegata presso il gruppo Pirelli. I suoi nonni paterni erano Paolo Berlusconi e Angela Magni, mentre i nonni materni erano Attilio Bossi e Lidia Longoni.

### Vita privata
Dal primo matrimonio con Mariella Bocciardo ha avuto due figlie: Alessia (1971) e Luna Roberta (1975).
Nel 1978, dopo aver divorziato dalla prima moglie, ha sposato Antonia Rosa Costanzo, con cui ha avuto altri due figli: Davide Luigi (1982) e Nicole Rose (1989). Dopo aver concluso con un divorzio anche il secondo matrimonio, dal 1993 al 2000 è stato fidanzato con la modella, giornalista e conduttrice Katia Noventa, dal 2001 al 2006 con la showgirl Natalia Estrada, tra il 2012 e il 2013 con la showgirl Carolina Marconi e dal 2019 al 2022 è stato fidanzato con Maddalena Corvaglia. È zio di Marina, Pier Silvio, Barbara, Eleonora e Luigi, figli del fratello Silvio, e di Silvio, Paolo e Sabrina (1974-2012), figli della sorella Maria Antonietta. 

## Studi e carriera imprenditoriale
Si laurea in Giurisprudenza all'Università degli Studi di Milano nell'anno accademico 1975/76, con una tesi sull'abuso della qualità e delle funzioni del pubblico ufficiale nei delitti contro la pubblica amministrazione.
Nel 1990 con l'entrata in vigore di una nuova legge sulle televisioni e i giornali (la legge Mammì), che introduceva la proibizione per chi detenesse la proprietà di un canale televisivo di avere contemporaneamente il controllo di un quotidiano, Silvio Berlusconi (editore di tre canali televisivi nazionali) cedette la società editrice Il Giornale a suo fratello Paolo di cui tutt'oggi è editore, rimanendo azionista, attraverso il gruppo Mondadori, solo con una quota di minoranza.
Nei primi anni novanta, la Paolo Berlusconi Finanziaria srl acquisì da parte del gruppo Fininvest anche le attività edili (Italcantieri) ed immobiliari (gruppo Edilnord), oltre a quelle commerciali del Girasole, attive nella distribuzione tessile (Zambaiti). La PBF srl (con la figlia Alessia) deteneva il 51% della Solari.com srl, società specializzata nel settore elettronico che ha cominciato a commercializzare i decoder DVB-T per digitale terrestre a gennaio 2005, lo stesso mese in cui è stato lanciato il servizio pay per view Mediaset Premium. La società è stata messa in liquidazione a luglio 2007.
Nel 2011 Paolo Berlusconi, tramite il suo gruppo di partecipazioni Paolo Berlusconi Finanziaria srl, decide di rafforzare la presenza del suo gruppo nel settore dell'editoria diventando azionista di maggioranza relativa del quotidiano Il Foglio, tramite l'acquisizione del 38% delle azioni precedentemente detenute dall'ex moglie di Silvio Berlusconi Veronica Lario. Carmine Schiavone lo cita davanti alla commissione parlamentare d'inchiesta sui rifiuti nei primi anni novanta, tale verbale è stato desecretato nel 2013 dall'ufficio di presidenza della Camera.
Nel 2018 è nuovamente accanto al fratello Silvio al rientro nel mondo del calcio: Fininvest infatti compra l'Associazione Calcio Monza; Paolo ne diviene dapprima consigliere d'amministrazione, quindi il 29 marzo 2019 assume la presidenza. Il 29 maggio del 2022 ottiene una storica promozione in Serie A battendo il Pisa nella finale dei playoff (2-1 e 3-4). L'8 luglio 2022, a seguito di una modifica allo statuto del club, diventa presidente onorario.

## Procedimenti giudiziari
L'11 febbraio 1994 venne accusato e condannato dai magistrati di Milano che operavano nel contesto di Mani pulite per aver pagato tangenti al fondo pensioni Cariplo in cambio dell'acquisto di tre immobili appartenenti all'Edilnord, di proprietà della famiglia Berlusconi. Paolo Berlusconi ammise di aver versato 500 milioni di lire e ottenne gli arresti domiciliari.
Nel 2002 Paolo Berlusconi, socio di maggioranza della Simec (società di gestione della discarica di Cerro Maggiore, di cui era già stato proprietario il fratello Silvio) è stato indagato per vari reati come falso in bilancio, truffa e corruzione; l'inchiesta si è risolta con il patteggiamento di una condanna ad un anno e nove mesi di reclusione ed il relativo pagamento di 49 milioni di euro.
A fine giugno del 2009 la decima sezione del Tribunale civile di Milano condanna Paolo Berlusconi e la S.E.G. (Società Europea Golf) a risarcire in solido 4 milioni e mezzo di euro al Comune di Pieve Emanuele, più centocinquantamila di spese legali, con una causa civile che segue di molti anni l'inchiesta penale sfociata in diversi patteggiamenti.
Il 12 gennaio 2010 viene condannato in via definitiva ad ulteriori 4 mesi per false fatturazioni. La pena complessiva (due anni e un mese) supera il limite per avvalersi della sospensione condizionale, ma viene sospesa essendo i reati coperti da indulto.
Durante la trasmissione di Michele Santoro Servizio pubblico del 29 dicembre 2013, il collaboratore di giustizia Carmine Schiavone lo ha nominato come uno dei principali responsabili del traffico dei rifiuti tossici, anche nucleari, in Campania.